# Juan Alfredo Percivalle
Juan Alfredo Perciavalle (n. en 1951 en Argentina) es un escultor argentino. Estudios Profesor Nacional de Escultura , Profesor Superior de Escultura, Seminario de Postgrado en Grabado Litográfico, Escuela Superior de Bellas Artes de la Nación Ernesto de la Cárcova. Ha realizado exposiciones en el Salón Anual de Santa Fe, Salón de Artes Plásticas Manuel Belgrano, Galería Pigna de Roma, Toyana (Japón), etc. 

## Obra
Existen obras suyas expuestas permanentemente en:
- Ciudad de Buenos Aires:
  - Hospital Municipal Parmenio Pifieiro: Figura de Mujer (1983)
  - Banco Ciudad de Buenos Aires, Casa Central: Máscara (1984)
  - Bolsa de Cereales de Buenos Aires: Campesina (1985)
  - Fundación Banco Cooperativo de Caseros: Figura Coronada (1992)
  - Parque Avellaneda: Encuentro (2000)
- Ciudad de Trenque Lauquen:
  - Museo al Aire Libre de Trenque Lauquen: Retrato de un Tiempo (1993)
- Ciudad de Carlos Casares:
  - Municipio de Carlos Casares: Encuentro Pasional (1994)
- Ciudad de San Luis
  - Universidad Nacional de San Luis: Torso (1995)
- Ciudad de Santa Fe:
  - Museo Provincial de Bellas Artes "Rosa Galisteo de Rodríguez": Encuentro Pasional VII (1998), Ensable (2002)
- Ciudad de San Bernardo del Tuyú: 
  - Encastre (2001)
- Ciudad de San Martín de los Andes: 
  - Municipalidad: Inami International (2002),
- Japan:
  - Camp Toyama: Wooden Sculture (2003)

Es rector del Instituto de Artes Plásticas "Alfredo Sturla" de Avellaneda y profesor de Escultura de la Universidad del Museo Social Argentino de la Ciudad de Buenos Aires.